# José de Villaviciosa
Pour les articles homonymes, voir Villaviciosa.
José de Villaviciosa, né à Sigüenza en 1589 et mort à Cuenca le 28 octobre 1658, est un inquisiteur et poète espagnol, célèbre par sa Mosquea, ouvrage placé au rang des meilleures épopées héroï-comiques espagnoles.

## Biographie
José de Villaviciosa nait à Sigüenza en 1589 et vit dès ses premières années à Cuenca, son père s’y étant installé pour recueillir un majorat. Villaviciosa fait ses études à Cuenca et s’y livre d’abord à la poésie. A vingt-six ans, il écrit la Mosquea, poetica inventiva en octava rima, Cuenca, 1615, in-8°, qu’il dédie à Pedro Rabago, régidor de cette ville et familier du Saint Office. Il se lance dans des études de droit canonique et souhaite entrer au service de l’inquisition. Il obtient le grade de docteur, exerce la profession de jurisconsulte à Madrid et devient, en 1662, rapporteur du conseil de l’inquisition générale. 
Seize ans après, il est nommé inquisiteur des royaume et ville de Murcie et archidiacre d’Alcor, puis, en 1644, inquisiteur de Cuenca, place qu’il joint à un canonicat dans la même ville et ensuite à l’archidiaconat de Moya. La faveur dont il jouit auprès du grand inquisiteur lui fait obtenir des emplois dans le Saint Office pour ses deux frères, et une somme de quinze cents ducats pour réparer les principales habitations de son majorat.
Il meurt âgé d’environ 70 ans à Cuenca, le 28 octobre 1658. La Mosquea est réimprimée, pour la troisième fois, à Madrid, par Sancha, en 1777, in-8°. Ce poème en douze chants, conçu dans le même esprit que la Batrachomyomachia, attribuée à Homère, et que la Gatomaquia de Lope de Vega, offre une lecture fort agréable, tant pour l’originalité spirituelle des inventions que pour la grâce et la facilité du style. Il existe une Moschea de Teofilo Folengo (Merlin Coccai) en langue macaronique et en trois chants qui n’est point comparable à celle de Villaviciosa, mais qui avait répandu, dès le siècle précédent, la même fiction d’une cité de mouches et de leurs combats avec les fourmis.